# Rūdolfs Blaumanis
Rūdolfs Blaumanis (ur. 1 stycznia 1863, zm. 4 września 1908) – łotewski pisarz, dramaturg i dziennikarz, zaliczany do klasyków literatury łotewskiej.
W latach 1875–1881 Blaumanis uczył się w niemieckiej szkole kupieckiej. Pracował jako dziennikarz w niemieckich i łotewskich czasopismach, wydawanych w Rydze i Petersburgu: Zeitung für Stadt und Land, Mājas Viesis, Dienas Lapa, Latvija. Zadebiutował w 1882 r. utworem w języku niemieckim. W latach 1902–1903 redagował dodatek satyryczny wydawanego w Petersburgu łotewskiego czasopisma Pēterburgas Avīzes. Wiosną 1907 r. zachorował na gruźlicę. Zmarł w 1908 r. w sanatorium w Punkaharju (dziś na terytorium Finlandii).
Blaumanis jest autorem nowel i opowiadań, w których posługując się metodą realistyczną stworzył galerię wyrazistych, dobrze opracowanych psychologicznie postaci niższych warstw społeczeństwa łotewskiego przełomu XIX i XX w. Pisał również dramaty teatralne oraz poezje.
Jego dzieła były tłumaczone na wiele języków, m.in. na angielski, niemiecki, estoński, litewski, fiński, ukraiński, rosyjski, węgierski i polski.

## Dzieła

### Proza
- Raudupiete (1889)
- Pie skala uguns (1893)
- Salna pavasarī (1898)
- Purva bridējs (1898)
- Andriksons (1899)
- Nāves ēnā (1900)

### Dramaty
- Trīnes grēki (1891)
- Ļaunais gars (1891)
- Pazudušais dēls (1893)
- Potivara nams (1897)
- No saldenās pudeles (1901)
- Skroderdienas Silmačos (1902)
- Indrāni (1904)
- Ugunī (1905)
- Sestdienas vakars (1908)
- Zagļi (1908)

### Poezja
- Ceļa malā (1900)